# Adolf Brunnlechner

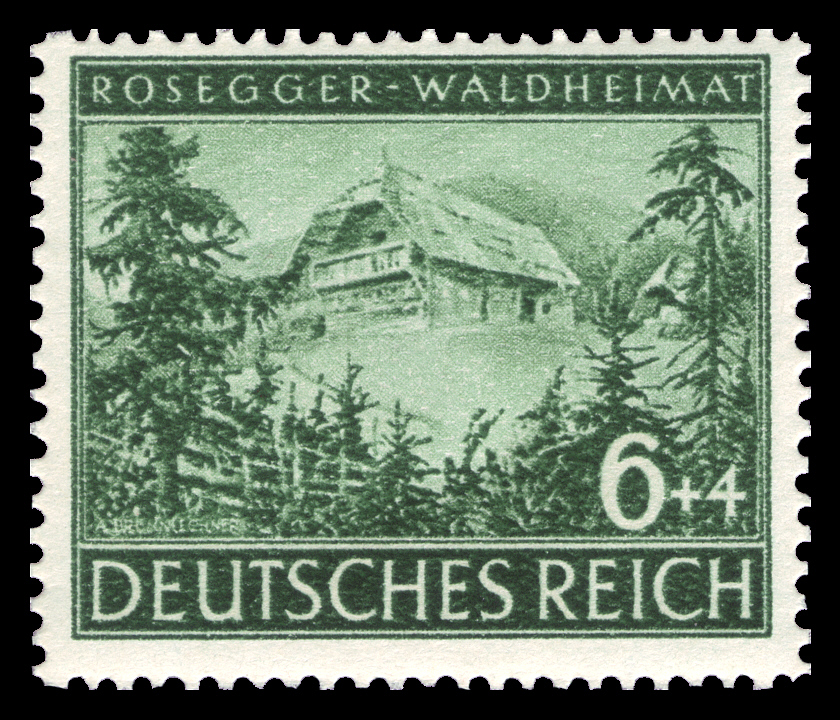
Von Brunnlechner gestaltete Briefmarke des Deutschen Reichs (1943)

Adolf Brunnlechner (* 6. April 1863 in Mürzzuschlag, Steiermark; † 1. Dezember 1960 in Graz, Steiermark) war ein österreichischer Maler, Grafiker und Kunsthistoriker.
Brunnlechner durchlief zunächst die Lehrerbildungsanstalt und bestand die Staatsprüfung in Französisch, bevor er in Graz Archäologie und Kunst studierte. Bei Heinrich Bank in Graz und Augusto Ballerini im damals österreichischen Triest studierte er Aquarellmalerei. Auf Anregung von Josef Strzygowski befasste er sich mit klassischer und orientalischer Kunstgeschichte.
Von 1886 bis 1890 unterrichtete Brunnlechner an der Konsularschule Konstantinopel. Zwei Jahrzehnte lang leitete er eine staatliche Schule in Triest; später war er noch als Lehrer in Sankt Radegund bei Graz und an der Lehrerbildungsanstalt Graz tätig.
Von Brunnlechner sind insbesondere Natur- und Landschaftszeichnungen überliefert, außerdem kunsthistorische Beiträge zu Grazer Zeitungen und zu der von Peter Rosegger gegründeten Zeitschrift Heimgarten. Sein Nachlass befindet sich in der Steiermärkischen Landesbibliothek und im Stadtmuseum Graz, sein Grab auf dem St.-Leonhard-Friedhof.